# Joseph Victor Édouard Tritschler
Joseph Victor Édouard Tritschler (1er octobre 1815 à Lorient, France - 3 août 1879 à Brest Recouvrance, France) fut un entrepreneur français.

## Biographie
Issu d'une famille originaire de Saverne, Joseph Tritschler, entrepreneur brestois, a marqué de son empreinte le port de Brest.
En 1843, il commença à œuvrer autour du projet de pont entre Brest et Recouvrance et présenta lui-même un projet de pont ouvrant à grande arche. Bien que soutenu par le conseil municipal, ce fut le projet de Nicolas Cadiat et Alphonse Oudry qui fut retenu par le Conseil général des ponts et chaussées en 1855. En tant que membre du conseil municipal, il participe au vote du 24 août 1859 qui entérine les travaux de construction d'un port de commerce dans l'anse de Porstrein, sous les remparts de Brest, puis se voit attribuer par le ministre des travaux publics le 22 octobre 1867 l'autorisation de créer sur les nouveaux terre-pleins du port des bassins de radoub et des cales de carénage et de construction. En tant qu'entrepreneur, il travailla à l'édification du phare de Créac'h à Ouessant entre 1860 et 1863.
Il est le neveu de Georges Luce Trischler, sculpteur de marine brestois.

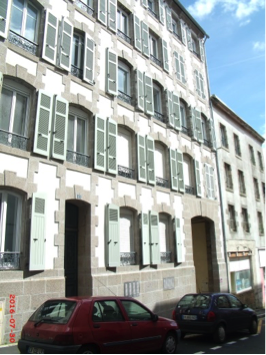
Immeuble d'avant-guerre où habitait Trischler, rue Vauban à Brest

Une rue de Brest porte son nom.